# Munesuke Mita
Munesuke Mita (見田宗介, Mita Munesuke), né à Tokyo le 24 août 1937 et mort le 1er avril 2022) est un sociologue japonais. Après avoir reçu un diplôme de l'université de Tokyo en 1960, il a obtenu un doctorat.
Sous son propre nom ou avec le pseudonyme Yūsuke Maki (真木悠介) Mita publie une grande quantité d'écrits. Ses nombreux livres sont la plupart du temps sociologiques mais incluent quelques études sur le poète Kenji Miyazawa.
Une collection d'articles (ne correspondant pas à tous les livres de Mita écrits en japonais) est éditée dans leur traduction en anglais dans la collection « Social Psychology of Modern Japan ».
Un de ses fils est le mangaka Ryūsuke Mita (en), créateur de Dragon Half (en). Son père est le philosophe et économiste Sekisuke Mita (ja).

## Livre
- (en) Social Psychology of Modern Japan. Traduction Stephen Suloway. London: Kegan Paul International, 1992.  (ISBN 0-7103-0451-X)
- L'Enfer du regard. Une sociologie du vivre jusqu'à consumation. Traduction Yatabe Kazuhiko et Claire-Akiko Brisset, CNRS Éditions, 2023.